# Baré
Baré, ime kojim se označava grupa plemena američkih Indijanaca porodice Arawakan nastanjenih na gornjoj Rio Negro sjeverno od Amazone: Baré, Mandahuaca, Arekêna (Guarekena), Baníwa do Içana i Piapoco. Baré vlastiti naseljeni su u Venezueli uz granicu s Brazilom i Kolumbijom, a njihov broj iznosi 238 (1975 Gaceta Indigenista) u Venezueli i 225 u Brazilu (svih 1,500 po Dominique Buchillet). Jezik baré (barauna, ihini) je nestao (govori ga tek nekoliko starijih osoba) a Indijanci se služe španjolskim.
Prema antropologinji Dominique Buchillet Baré su aravačkog porijekla, naseljeni duž srednjih i gornjih tokova Rio Negra na pritokama Içana i Xié i u regiji Cassiquiare Canala. U vrijeme konkviste Baré su živjeli na oko 165,000 četvornih kilometara uključiujući tu i rijeku Negro, Cassiquiare Canal i rijeku Mavaca. prije nekih 150 godina od njih su se po svoj prilici izdvojili grupe poznate pod nazivima Mandahuaca, Manaca, Baria, Cunipusana i Pasimonare. Oni su jedna od prvih grupa koja u području Negra dolaze u kontakt s Europljanima. Od 1669 zajedno s Baniwama i Passé Indijancima žive u São José do Rio Negro (današnji Manaus), vojni garnizon iz kojega su u područje Rio Negra odlazile ekspedicije u lov na robove.
Na području Brazila Baré žive na rezervatima Terra Indígena Alto Rio Negro, Baixo Rio Negro (općina Humaitá), Cué Cué Marabitanas (općina São Gabriel da Cachoeira), Médio Rio Negro I, Médio Rio Negro II, Rio Cuieras (općine Manaus i Nova Airrão) i Rio Tea (općine Santa Isabel do Rio Negro i São Gabriel da Cachoeira).

## Vanjske poveznice
- Baré[neaktivna poveznica]